# Зрманя
Зрманя (хорв. Zrmanja) — річка в Хорватії (басейн Адріатичного моря). 
Довжина річки — 69 км, площа басейну — 907 км².
Найбільша притока Зрмані — Крупа, найбільший населений пункт на річці — місто Оброваць.

## Географія протікання
Річка бере початок біля села Зрманя Врело (20 км на північний захід від Книна), впадає в Новіградське море (затока Адріатичного моря). Головний напрямок течії — на захід. 
Зрманя є типовою для Ліки та Далмації карстовою річкою, протікає в глибокому каньйоні (глибина сягає 200 метрів). У верхів'ї та середній течії в руслі численні пороги і невеликі водоспади. Популярне місце для рафтингу. Від Оброваца до гирла на останніх 12 км течії є судноплавною для невеликих суден.